# Hopea celebica
Espèce
Statut de conservation UICN

 EN A1cd+2cd, B1+2c : En danger
Hopea celebica est une espèce de plantes du genre Hopea de la famille des Dipterocarpaceae.